# Artidorio Cresseri
Artidorio Cresseri (Salta, 5 de marzo de 1862-Salta, 18 de octubre de 1950) fue un músico y compositor argentino que compuso La López Pereyra, zamba que popularmente es considerada como el himno de la ciudad de Salta.

## Biografía
Nació en la Ciudad de Salta, en el noroeste argentino, en el seno de una familia de origen itálico en vía paterna y madre criolla. El apellido fue escrito, debido a errores, con diversas modificaciones en las diferentes actas de nacimiento de los miembros de la familia: Creseri, Crescerio, Cresserio. A los once años comenzó a acompañar al trabajo a su padre, que comerciaba con mulas en la frontera con los países andinos. Más adelante, residió en Tarija  y comenzó a viajar a Sucre (Bolivia). En esos viajes se familiarizó con la música y la danza andina.
Recibió sus primeras lecciones musicales de su madre y a los 16 años ya tocaba el piano. En 1880, su obra musical Bailecito de Bolivia se hizo muy popular en Sucre, el sur boliviano y en las provincias de Salta y Jujuy.
Se dedicó a la composición, la interpretación y la docencia. Fue maestro de enseñanza primaria y ejerció como Director de la Escuela Elemental Número 1. A su retiro, se dedicó a la enseñanza musical.
Durante toda su vida recorrió las provincias del norte argentino, dedicándose a la afinación de pianos, a la enseñanza musical y a la investigación del folclore de la región. 
Falleció en la indigencia el 18 de octubre de 1950, en un hogar de ancianos de la Ciudad de Salta.

## La López Pereyra
Artidorio Cresseri fue el autor de la música y coautor de la letra de La López Pereyra, zamba que popularmente es conocida como el himno de la Provincia de Salta. Escrita en la primera década del siglo XX, es una popular pieza del folclore argentino que forma parte del cancionero tradicional de la música folclórica argentina. 
El tema fue conocido inicialmente como Cafayate. Luego Cresseri le cambió el nombre a Chilena dedicada al doctor Carlos López Pereyra. El dedicatario era el abogado, periodista y juez salteño Carlos López Pereyra (1875–1929). Una leyenda urbana le atribuyó esta dedicatoria a la gratitud de Cresseri hacia el juez por haberlo supuestamente absuelto de un crimen, hecho del cual no existe ninguna constancia ni detalles tales como fecha, nombre de la supuesta víctima, o documentos como el expediente judicial. El músico Juan Carlos Carrivali narró el origen del nombre de la canción:

...fue un 25 de abril, en una noche propicia, lejana e inolvidable en el solar donde funcionaba el Hotel Salteño -luego Hotel París- donde se realizaban las famosas tertulias musicales a las que concurrían destacados vecinos, artistas, magistrados y militares; en que, sentado al piano, surgió de Artidorio Cresseri la amable idea de festejar a su amigo íntimo, el Juez de Instrucción de la provincia de Salta, Doctor Carlos López Pereyra (1875-1929), apasionado sostenedor de las manifestaciones artísticas y vernáculas, que cumplía años. En plena reunión, alzados los ánimos, López Pereyra pidió a Cresseri ejecutara esa chilena que tanto le agradaba. Fue entonces cuando, tocado también por la emoción, le dedicó su composición que bautizara en su homenaje, con el título original: `Chilena dedicada al Doctor Carlos López Pereyra´. Evidentemente, la calidad de la persona que motivó el homenaje y sobre todo el carácter público del mismo, dieron al hecho de la dedicatoria y bautizo de la zamba, una notoriedad que resulta obvio puntualizar.

El músico y compilador de folclore Andrés Chazarreta, quien difundió la canción en los años 1920, la registró legalmente. Pero luego del fallecimiento de Cresseri, sus descendientes iniciaron juicio a Chazarreta por los derechos de autor[cita requerida]. En 1978 un fallo judicial reconoció a Cresseri el 100 % de los derechos de autor.[cita requerida]
Además de ser conocida como La chayateña, en SADAIC está registrada como López Pereyra y Llorar llorar. Ha sido interpretada por Los Chalchaleros y Los Fronterizos, entre otros.